# 村形繁明
村形 繁明（むらかた しげあき、1913年5月11日 - 2007年9月6日）は、東京都出身のサッカー選手、サッカー審判員。選手時代のポジションはGK。

## 経歴
東京府立第八中学校（現：東京都立小山台高等学校）時代にサッカーを始める。第一早稲田高等学院を経て、早稲田大学理工学部に入学し、ア式蹴球部に入部した。4年次の1936年に後輩の佐野理平の台頭や、川本泰三の勧めもあってマネージャーへ転向した。
1937年に大学を卒業して三井物産に入社。同時に審判としての勉強も始め、同年7月に大日本蹴球協会（現・日本サッカー協会）審判研修会に参加した。
戦後、日本スポーツ界の国際大会への復帰が認められると、オリンピック招致と1958年のアジア大会が待ち構えていた。公式大会開催の為に、審判部門の強化はJFAとしても重要課題であった。そこで松丸貞一審判委員長の下に、村形、有馬洪、福島玄一らを審判委員に任命し、関東、関西をはじめ各地域、各都道府県で研修会を行い審判のレベル向上に努めていた。
1951年から国際審判員として登録され国内の試合や国際親善試合の主審を務めたが、国際舞台での真剣勝負は初の経験であった。1次リーグイスラエル対イラン、準々決勝インドネシア対フィリピンの2試合で主審を務めると、1958年6月1日の決勝中華民国（台湾）対韓国戦の主審に抜擢された（副審は同じ日本の横山陽三、有馬洪）。しかし台湾と韓国の両者は前回1954年大会決勝でも顔を合わせた因縁の対戦であった。試合は反則すれすれの激しいプレーで展開されたが、荒れ模様の試合を絶妙にコントロールした。この事を当時の国際サッカー連盟審判担当理事のサー・スタンレー・ラウス（後のFIFA会長）が高く評価し、後に国際審判胸章を贈呈した。
この年の暮れに行われた日本代表のマレーシア遠征に審判兼マネジャーとして同行する等、審判の地位向上に大きな役割を果たした。三井物産ロンドン支店勤務時代にはの日本サッカー協会現地代表を務めた。
企業人としては、1948年から日本機械貿易（株）の機械部鉱山課長、1951年に日本機械貿易の機械第一部長代理、1954年に日本機械貿易の臨時大阪支店長代理、1955年に第一物産（現：三井物産）の機械第一部長代理を歴任。1957年から日本開発機製造（現：三井造船）の取締役を1年間務めた。
1961年で国際審判員を引退。三井物産カルカッタ支店長、三井海洋開発株式会社常務取締役等を務める傍ら、日本サッカー協会理事、同審判委員長、関東サッカー協会理事、日本審判協会会長等を歴任し後進の指導に務めた。
2005年、日本サッカー殿堂に掲出された。
2007年9月6日に死去、享年94。